# Villa romana de Santo André de Almoçageme
A villa romana de Santo André de Almoçageme é uma villa romana situada em Almoçageme, na freguesia de Colares, no município de Sintra, em Portugal.

A sua edificação data do século I e é considerada a villa mais ocidental do Império Romano.
Foi classificada como Imóvel de Interesse Público em 1997.